# Schmittviller
Schmittviller é uma comuna francesa na região administrativa de Grande Leste, no departamento de Mosela. Estende-se por uma área de 2,33 km². Em 2010 a comuna tinha 331 habitantes (densidade: 142,1 hab./km²).